# Pères du désert
 (septembre 2023).

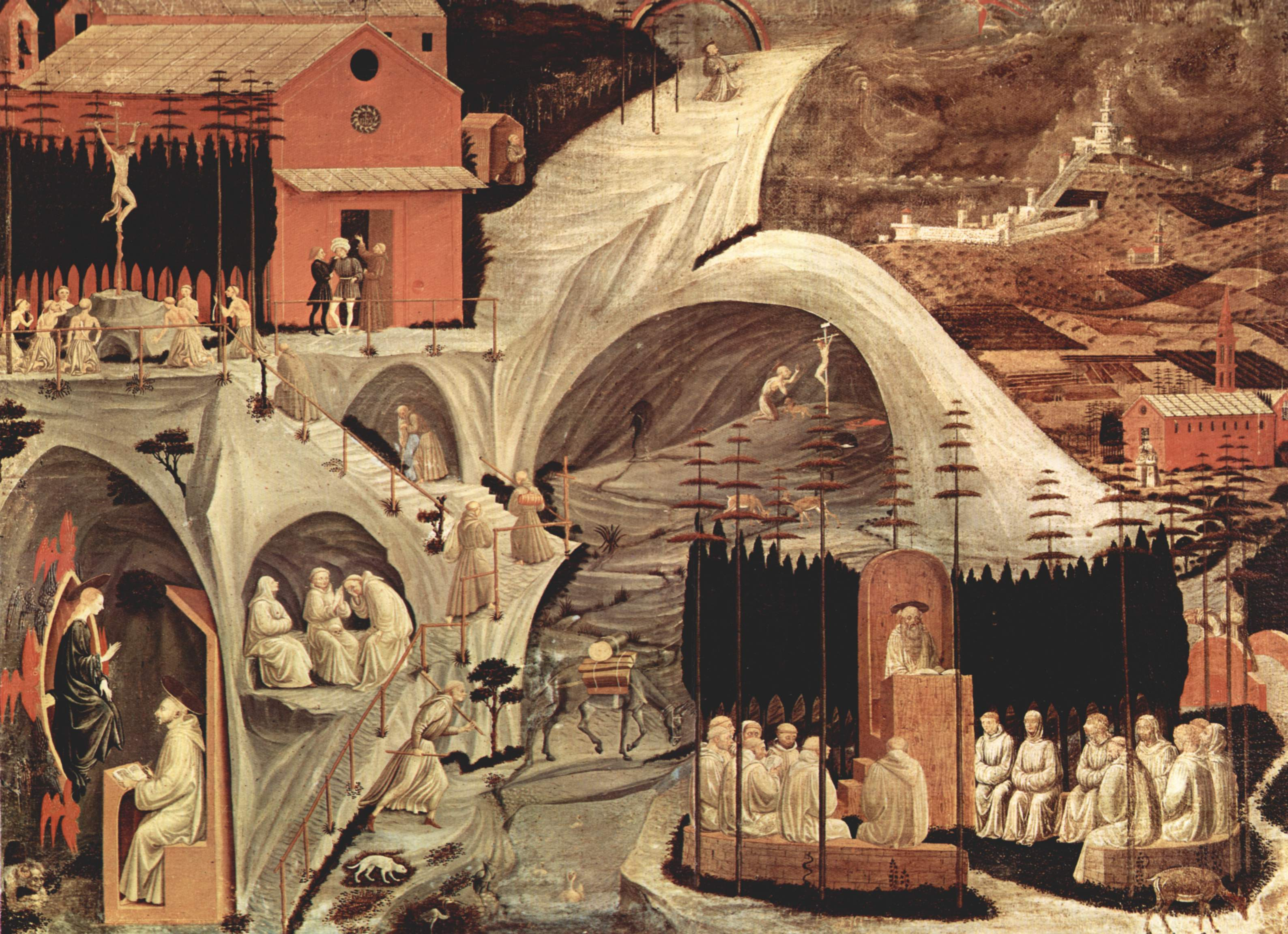
Paolo Uccello, La Thébaïde ou La Vie des Saints Pères.

Les Pères du désert sont principalement des représentants du clergé régulier et parfois séculier de l'Antiquité tardive (IIIe et IVe siècles) qui ont vécu en communauté ou en ermites dans les déserts d'Égypte, de Palestine et de Syrie, ou dans des lieux peu fréquentés d'Anatolie. Ils sont aussi appelés « Abbas ». 
Ceux qui ont laissé leur nom sont souvent des moines. Quelques évêques éminents (Athanase d'Alexandrie, Théophile d'Alexandrie, Cyrille d'Alexandrie, Épiphane de Salamine, Grégoire de Nazianze) ont aussi retenu l'attention, mais on trouve aussi parfois des « séculiers » (Eucharistos le Séculier, le « corroyeur » d'Antoine), dont le « genre de vie » remplissait d'admiration certains ascètes endurcis.
On trouve aussi des femmes comme Sarra, Synclétique, Théodora, et les deux Mélanie, la Jeune et l'Ancienne, appelées Ammas, « Mères », parfois désignées comme Mères du désert.  
Les vécus, observations et points de vue d'un certain nombre ont été regroupés sous le titre « Apophtegmes des Pères du désert » (Apophtegma Patrum ou Apophthegmata Patrum en latin), ou « Paroles des Pères ».

## Localisation géographique

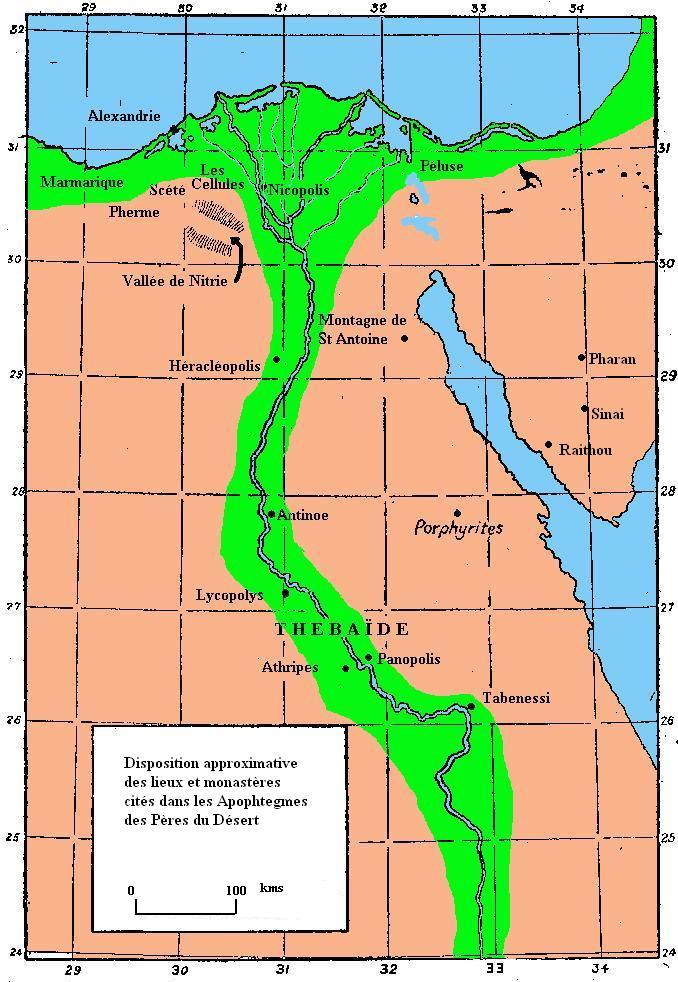
L'Égypte monastique.

Si les solitaires et autres cénobites se multiplièrent aussi en Palestine, en Syrie, puis en Occident, c'est primitivement en Égypte, avec Antoine le Grand, Paul de Thèbes, Pacôme le Grand, etc., que le monachisme chrétien débuta et rayonna.
Même si la localisation de nombre d'anciens regroupements monastiques reste aujourd'hui approximative, on peut établir une carte qui, à défaut d'être exacte, permet de se faire une idée des emplacements choisis, et des distances qu'il fallait parfois parcourir pour visiter ces « athlètes de Dieu ».

## Liste de Pères et Mères du désert
Ci-dessous, une liste non exhaustive des Abbas et Ammas :
| A à E - Abraham - Achille de Scété - Agathon de Scété - Alonios - Ammoès - Ammonas - Ammoun - Anoub - Antoine - Apphy - Arès - Arsène - Athanase d'Alexandrie - Benjamin - Bessarion - Cassien - Chomaï - Coprès - Cronios - Cyrille d'Alexandrie - Cyrus - Daniel de Scété - Dioscore - Doulas - Élie - Éphrem - Épiphane de Salamine - Eucharistos le séculier - Eugénie - Euloge - Évagre | F à J - Félix - Gélasios - Gérontios - Grégoire - Grégoire le Théologien - Hellade - Héraclios - Hilarion - Hypéréchios - Isaïe - Isaac des Cellules - Isaac le Thébain - Isidore - Isidore le Prêtre - Ischurion - Jacques - Jean Colobos - Jean disciple de Paul - Jean de Perse - Jean de Thébaïde - Jean le Thébain - Joseph de Panépho - Joseph de Thèbes | L à O - Longin - Lucius - Macaire le Citadin - Macaire l'Égyptien - Marc l'Égyptien - Marc disciple de Silvain - Marcianus - Théodore de l'Ennaton - Matoès - Milésios - Mios - Moïse l'Éthiopien - Motios - Nétras - Nicétas - Nicon - Nil - Nilammon - Nisthérôos - Nisthérôs le Cénobite - Olympios - Or | P à Z - Pambo - Paphnuce - Paul le Cosmète - Paul le Grand - Paul le Simple - Philaerios - Pierre le Pionite - Pior - Pistamon - Poemen - Sarra - Sérapion - Silvain - Sisoès - Sopatros - Synclétique - Théodora - Théodore de Phermé - Théodote - Théonas - Théophile l'Archevêque - Timothée - Tithoès - Xanthias - Zacharie - Zénon |

### Sources
- Athanase, Vie et conduite de notre Père saint Antoine (vers 370), trad. B. Lavaud, Bellefontaine, 1979.
- Robert Arnauld d'Andilly, Vie des saints Pères d'Égypte et de Syrie (1654, 2 vol.). Contient les Vies de saint Antoine, saint Paul de Thèbes, saint Pakôme.
- Sentences des Pères du désert (IVe-Ve s.), abbaye Saint-Pierre, Solesmes :
  - Les Sentences des Pères du désert, les apophtegmes des Pères (recension de Pélage et Jean), trad. dom Jean Dion et dom Guy Oury, intro. dom Lucien Regnault, 1966, 314 p.
  - Nouveau recueil. Apophtegmes inédits ou peu connus, présentation dom Lucien Regnault, trad. du grec, du latin et du copte par les moines de Solesmes, 1970, 340 p., p. 253-274 : apophtegmes traduits de l'arménien, p. 219-251 : traduits du syriaque, p. 277-285 : traduits du copte, p. 129-137, p. 287-331 : traduits de l'éthiopien.
  - Troisième recueil et tables, 1976, 381 p., p. 129-137 : apophtegmes traduits du latin.
  - Collection alphabétique, trad. du grec, du latin et du copte, 1981, 347 p.
  - Série des anonymes, trad. et présentation dom Lucien Regnault, 1985, 367 p.
  - Les Chemins de Dieu au désert. La collection systématique des « Apophtegmes des Pères », 1992, 348 p. (Nouvelle traduction refondue des 1er et 3e recueils des Sentences des Pères du désert en 1966 et 1976).
- Pallade de Galatie, Histoire lausiaque (418-419), trad., Desclée de Brouwer, 1981.
- Cassien, Conférences (420-428), Cerf, coll. Sources chrétiennes, 1955-1959, 3 t.
- André-Jean Festugière, Les Moines d'Orient, Cerf, 1961-1964, 4 t.
  - t. II (Les moines de la région de Constantinople) : Vie d'Hypatios par Callinicus, Vie anonyme de Daniel le Stylite,
  - t. III (Les moines de Palestine) : Vies écrites par Cyrille de Scythopolis, Vie de Théodosios par Théopdore de Pétra,
  - t. IV : Histoire des moines en Égypte, 1964 (récit d'un circuit en 394-395 par un groupe de moines palestiniens).
- Jean-Claude Guy, Parole des anciens : Apophtegmes des Pères du désert.

### Œuvres
- Antoine le Grand, Sur la vraie pénitence (lettre à l'abbé Théodore), Patrologie Grecque, t. 40.
- Pacôme le Grand, Règle : Louis-Théophile Lefort, Œuvres de Saint Pacôme et de ses disciples, Durbecq, 1956.
- Évagre le Pontique, trilogie (entre 346 et 399) : 1) Traité Pratique, ou Le Moine, trad. Antoine et Claire Guillaumont, Cerf, coll. Sources chrétiennes, no 170, 1971, 2 vol., 2) Le gnostique, id., 1989, 3) Kephalaia gnostica ou Problèmes sur la gnose (cf. Antoine Guillaumont, Les « Kaphalia Gnostica » d'Évagre le Pontique et l'histoire de l'origénisme chez les Grecs et chez les Syriens, Seuil, 1962).
- Jean Climaque, L'Échelle sainte (VIIe s.), traduction du P. Placide Deseille, éditions de Bellefontaine, Collection Spiritualité orientale, no 24, 1997.

### Études
- André-Jean Festugière, Les Moines d'Orient, Cerf, 1961, t. I : Culture ou sainteté. Introduction au monachisme oriental.
- Jacques Lacarrière, Les Hommes ivres de Dieu (1975), Seuil, Points, 1983.
- Daniel Bourguet, Nos frères les Pères du Désert  (2019), Olivétan, Veillez et priez, 2019.
- Sr Marie-Ancilla, Chercher Dieu avec les Pères du désert, 2e édition, 2020.
- Sr Marie-Ancilla, « Tu aimeras ton frère »: à l'école de Pères du désert, 2e édition, 2020.